# Pablo Arias Echeverría
Pablo Arias Echeverría, né le 30 juin 1970 à Madrid, est un homme politique espagnol, membre du parti populaire. Il est député européen de 2009 à 2014 et depuis 2019. Il fait partie du groupe du Parti populaire européen (PPE).